# Wausaukee (condado de Marinette, Wisconsin)
Wausaukee es un pueblo ubicado en el condado de Marinette en el estado estadounidense de Wisconsin. En el Censo de 2010 tenía una población de 1066 habitantes y una densidad poblacional de 5,31 personas por km².

## Geografía
Wausaukee se encuentra ubicado en las coordenadas 45°23′52″N 87°56′57″O / 45.39778, -87.94917. Según la Oficina del Censo de los Estados Unidos, Wausaukee tiene una superficie total de 200.57 km², de la cual 195.73 km² corresponden a tierra firme y (2.41%) 4.83 km² es agua.

## Demografía
Según el censo de 2010, había 1066 personas residiendo en Wausaukee. La densidad de población era de 5,31 hab./km². De los 1066 habitantes, Wausaukee estaba compuesto por el 97.09% blancos, el 0.09% eran afroamericanos, el 0.47% eran amerindios, el 1.31% eran asiáticos, el 0% eran isleños del Pacífico, el 0% eran de otras razas y el 1.03% pertenecían a dos o más razas. Del total de la población el 0.66% eran hispanos o latinos de cualquier raza.